# Fantasy (album của Châu Kiệt Luân)
Fantasy (Tiếng Trung Quốc: 范特西) là album phòng thu thứ hai của ca sĩ người Đài Loan Châu Kiệt Luân, được phát hành ngày 14 tháng 9 năm 2001 bởi BGM Taiwan.
Album được đề cử mười giải Kim Khúc và giành được năm giải, trong đó có Album nhạc pop xuất sắc nhất, Nhà sản xuất album xuất sắc nhất và Nhà soạn nhạc xuất sắc nhất.
Album cũng giành được một giải IFPI Hong Kong Top Sales Music cho Top 10 album tiếng Quan thoại bán chạy nhất năm.
Các ca khúc, "Tình Yêu Đơn Giản", "Không Thể Mở Miệng", nằm ở vị trí số 2 và số 17 trong bảng xếp hạng 100 các khúc của năm 2001 do Hit FM tổ chức bình chọn.

## Danh sách nhạc phẩm trong album
Tất cả nhạc phẩm được soạn bởi Châu Kiệt Luân.
| STT              | Nhan đề                                   | Phổ lời          | Thời lượng |
| ---------------- | ----------------------------------------- | ---------------- | ---------- |
| 1.               | "Tình Yêu Trước Công Nguyên" (愛在西元前) | Phương Văn Sơn   | 3:54       |
| 2.               | "Ba, Con Đã Về" (爸，我回來了)            | Châu Kiệt Luân   | 3:55       |
| 3.               | "Tình Yêu Đơn Giản" (簡單愛)              | Từ Nhược Tuyên   | 4:31       |
| 4.               | "Ninja" (忍者)                            | Phương Văn Sơn   | 2:38       |
| 5.               | "Không Thể Mở Miệng" (開不了口)           | Từ Nhược Tuyên   | 4:44       |
| 6.               | "Thượng Hải 1943" (上海一九四三)          | Phương Văn Sơn   | 3:15       |
| 7.               | "Xin Lỗi" (對不起)                        | Phương Văn Sơn   | 3:45       |
| 8.               | "Lâu đài William" (威廉古堡)              | Phương Văn Sơn   | 3:56       |
| 9.               | "Song Tiết Côn" (雙截棍)                  | Phương Văn Sơn   | 3:21       |
| 10.              | "An Tĩnh" (安靜)                          | Châu Kiệt Luân   | 5:34       |
| Tổng thời lượng: | Tổng thời lượng:                          | Tổng thời lượng: | 39:30      |

## Giải thưởng
| Giải thưởng   | Hạng mục                           | Đối tượng nhận đề cử                            | Kết quả   |
| ------------- | ---------------------------------- | ----------------------------------------------- | --------- |
| Giải Kim Khúc | Album nhạc pop xuất sắc nhất       | Fantasy                                         | Đoạt giải |
| Giải Kim Khúc | Nhà sản xuất album xuất sắc nhất   | Châu Kiệt Luân cho Fantasy                      | Đoạt giải |
| Giải Kim Khúc | Nhà soạn nhạc xuất sắc nhất        | Châu Kiệt Luân cho "Tình Yêu Trước Công Nguyên" | Đoạt giải |
| Giải Kim Khúc | Nhà viết ca từ xuất sắc nhất       | Phương Văn Sơn cho "Lâu đài William"            | Đoạt giải |
| Giải Kim Khúc | Nhà viết ca từ xuất sắc nhất       | Phương Văn Sơn cho "Tình Yêu Trước Công Nguyên" | Đề cử     |
| Giải Kim Khúc | Nhà viết ca từ xuất sắc nhất       | Phương Văn Sơn cho "Thượng Hải 1943"            | Đề cử     |
| Giải Kim Khúc | Biên khúc xuất sắc nhất            | Chung Hưng Dân cho "Song Tiết Côn"              | Đoạt giải |
| Giải Kim Khúc | Biên khúc xuất sắc nhất            | Hồng Kính Nghiêu cho "Lâu đài William"          | Đề cử     |
| Giải Kim Khúc | Nam ca sĩ Quan thoại xuất sắc nhất | Châu Kiệt Luân cho Fantasy                      | Đề cử     |
| Giải Kim Khúc | MV ca nhạc xuất sắc nhất           | Quảng Thịnh cho "Không Thể Mở Miệng"            | Đề cử     |